# 夏侯亶
夏侯亶（？—529年），字世龙，谯郡谯县（今安徽省亳州市谯城区）人，夏侯霸八代孙，梁朝將領。

## 生平
车骑将军夏侯详的长子，有弟夏侯夔。早年，擔任奉朝請。擔任豫州刺史，有德政，百姓歌颂。历仕骁骑将军、宣城太守、司州刺史、安陆太守。普通六年（525年）五月，裴邃病逝軍中，梁武帝以中护军夏侯亶接替裴邃，军隊暫時退至合肥。普通七年，“淮堰水盛，寿阳城将没”。晚年颇好音乐，又有妓妾十餘人，每有客，令妓隔帘奏乐。

## 延伸阅读
[在维基数据编辑]
 《梁書/卷28》，出自姚思廉《梁書》